# Хари и Меган
Хари и Меган (енгл. Harry & Meghan) америчка је документарна серија за Netflix о принцу Харију, војводи од Сасекса и Меган, војвоткињи од Сасекса. Остварила је највећу гледаност од свих серија за  у Уједињеном Краљевству у току 2022. године.
Састоји се од шест епизода и покрива однос пара од њиховог удварања до одлуке да се повуку као чланови британске краљевске породице, као и касније активности. Садржи интервјуе са породицом, пријатељима, историчарима и новинарима. Приказана је у два тома: три једночасовне епизоде објављене су 8. децембра 2022. године, а још три, седмицу касније, 15. децембра.

## Камео улоге
- Дорија Регланд, Меганина мајка[3]
- Ешли Хејл, Меганина нећака[3]
- Афуа Херш, британска књижевница и новинарка[3]
- Дејвид Олусога, британски историчар и књижевник[3]
- Силвер Три, амерички сценариста, продуцент и редитељ[3]
- Абигејл Спенсер, америчка глумица[3]
- Џил Смолер, америчка спортска агенткиња и бивша професионална тенисерка[3]
- Серена Вилијамс, америчка професионална тенисерка[3]
- Мисан Хариман, британски фотограф и предузетник[3]
- Начо Фигерас, аргентински поло играч и манекен[3]
- принц Сисо од Ласота[3]

## Епизоде
| Бр. еп. | Наслов     | Редитељ    | Премијера          |
| ------- | ---------- | ---------- | ------------------ |
| 1       | 1. епизода | Лиз Гарбус | 8. децембар 2022.  |
| 2       | 2. епизода | Лиз Гарбус | 8. децембар 2022.  |
| 3       | 3. епизода | Лиз Гарбус | 8. децембар 2022.  |
| 4       | 4. епизода | Лиз Гарбус | 15. децембар 2022. |
| 5       | 5. епизода | Лиз Гарбус | 15. децембар 2022. |
| 6       | 6. епизода | Лиз Гарбус | 15. децембар 2022. |

## Гледаност
Забележила је највећу гледаност од свих серија за  у Уједињеном Краљевству у току 2022. године. Према организације BARB, прва епизода забележила је 2,4 милиона прегледа током првог дана приказивања. Ова бројка не само да означава највећу једнодневну публику за било коју серију за Netflix, већ је и дупло већа од гледаности прве епизоде пете сезоне серије Круна (1,1 милион). Друга епизода је имала 1,5 милиона стримова, а трећа 800.000.